# 夏河嵩草
夏河嵩草（学名：Carex squamiformis），为莎草科薹草属下的一个植物种。